# Jermakowo (Krasnojarsk)

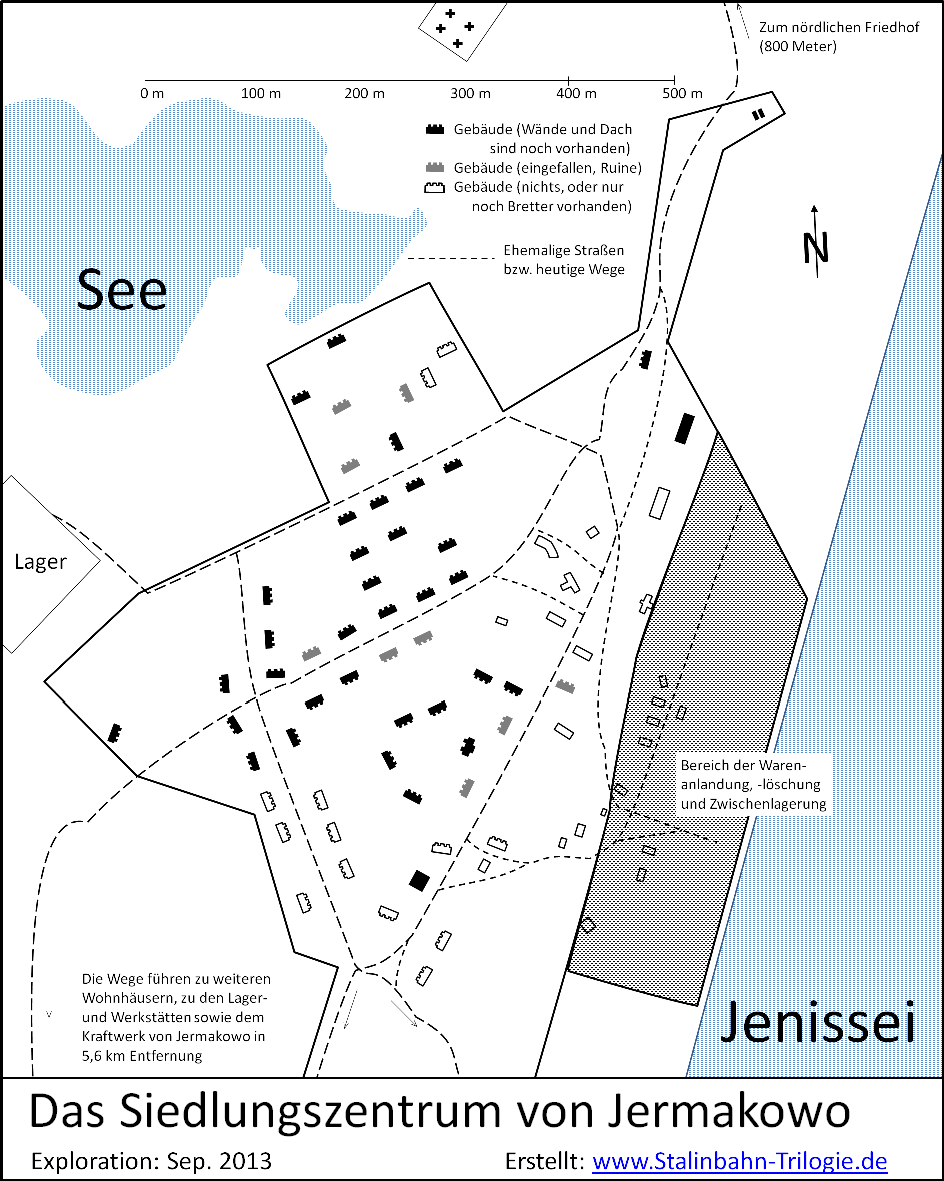

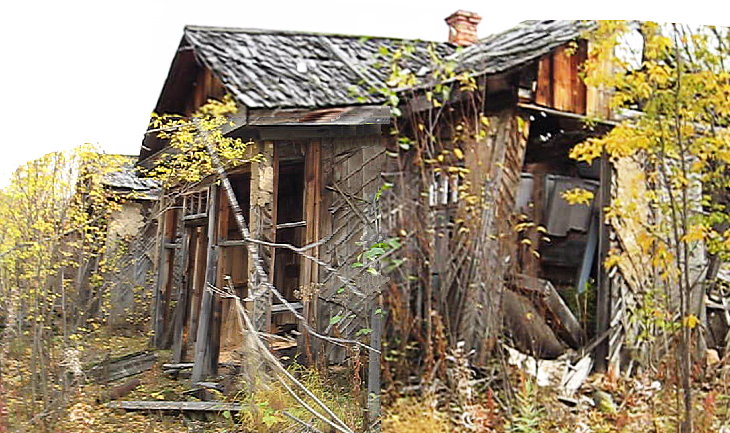
Zugewachsenes Haus in Jermakowo. Typisch sind die drei Eingangserker an jedem Haus. Im Vorder- und Hintergrund sind zwei zu erkennen. Der dritte Erker verschwindet hinter den gelben Blättern (links im Bild).

Jermakowo (russisch Ермаково) ist eine ehemalige Siedlung am Westufer des Flusses Jenissei in Höhe des Polarkreises. Der Ort liegt auf dem Territorium der Region Krasnojarsk und entwickelte sich zwischen 1949 und 1953 zu einer größeren Ortschaft, als auf Anordnung von Josef Stalin die Polarkreiseisenbahn, später auch als „Stalinbahn“ bezeichnet, etwa dem Polarkreis folgend gebaut wurde. Jermakowo fiel für dieses Eisenbahnprojekt eine zentrale Bedeutung zu. Zehntausende GULag-Zwangsarbeiter kamen über den Fluss Jenissei hier an und wurden auf die Arbeitslager, die in unmittelbarer Nähe der zu bauenden Bahnstrecke errichtet wurden, verteilt.
Jermakowo hat zurzeit keine permanenten Bewohner (Stand: September 2013) und ist keine offizielle Ortschaft.

## Lage und strategische Bedeutung
Am Westufer des Jenissei, an der Grenze zwischen dem westsibirischen Tiefland und dem mittelsibirischen Bergland, liegt die Siedlung Jermakowo quasi genau auf dem Polarkreis. Verwaltungstechnisch gehört der Ort zur Region Krasnojarsk im zentralen Teil Sibiriens. Jermakowo hat wegen des Baues der Polarkreiseisenbahn von 1949 bis 1953, der sog. Stalinbahn, Bedeutung erlangt. Der Ort war das Zentrum des östlichen Teils der Stalinbahn, der als Streckenabschnitt „Nr. 503“ bekannt ist. Die Verwaltungszentrale des westlichen Streckenabschnitts, mit der Bezeichnung „Nr. 501“, war in Salechard. Salechard ist heute eine funktionierende Stadt und die Stalinbahn war nur eine kleine Episode in der mittlerweile 400 Jahre alten Stadtgeschichte. Bei Jermakowo ist dies anders: Jermakowo ist wegen der Stalinbahn aufgebaut worden und Jermakowo ist nach dem Abbruch der Arbeiten an der Stalinbahn untergegangen.
Für den Trassenbau war die strategische und logistische Lage von Jermakowo ausgezeichnet: Die Siedlung liegt auf einer erhöhten, exponierten Lage genau dort, wo der Jenissei eine markante Schleife macht. Von dieser Lage kann das Schmelz- und Regenwasser gut abfließen; daher gibt es hier auch nicht den sonst für die Besiedlung nachteiligen Sumpfboden, der für diese Permafrostregion typisch ist. Diese natürliche Gegebenheit bietet günstige Bedingungen, um Häuser für eine Siedlung zu errichten. Der Ort war zudem der ideale Umschlagplatz für die aus dem Süden Sibiriens angelieferten Güter und Baumaterialien, um die Strecke von hier aus in Richtung Westen zu bauen. Ohne den Trassenbau (immerhin gab es für mindestens fünf Dampflokomotiven, die hier auf die Schienen gesetzt wurden, eine Menge zu tun) hätte die Siedlung nicht die Bekanntheit erlangt, denn hier war und ist außer Fisch kein weiteres Wirtschaftsgut erkennbar.

## Beginn der Besiedlung
In den ersten Märztagen des Jahres 1949 kam eine Pioniergruppe in Jermakowo an. Kurz zuvor war die Entscheidung gefallen, den Bau einer Bahnstrecke auf die Jamal-Halbinsel („Nr. 502“) zu stoppen und eine Bahn in Richtung Igarka zu favorisieren.
Es gab zu diesem Zeitpunkt nur acht Häuser, die zur örtlichen Fischfang-Kolchose gehörten (in einigen Quellen wird von einem völlig neuen, bisher unbewohnten Ort gesprochen, „wo es kein einziges Gebäude gab“).
Nach dem Eisgang auf dem Jenissei, im Frühjahr 1949, kamen am 17. Juni die ersten Gefangenen mit Frachtschiffen an. Es waren 1.488 Personen, darunter 593 Frauen. Die Unterbringung erfolgte zunächst ausschließlich in Zelten. Viele der Gefangenen mussten auch den nächsten Winter noch in Zelten verbringen.
Die erste Arbeit war, die Lastkähne zu entladen, Unterkünfte zu schaffen, die Ernährung zu sichern, Einrichtungen der Infrastruktur aufzubauen und die Aufnahme von weiteren Menschen, die – entsprechend ihren Fähigkeiten – Arbeit zugeteilt bekamen. Dies alles waren sehr komplexe Aufgaben. Die Schwierigkeit bestand darin, den kontinuierlichen Strom an neuen Waren in eine sinnvolle Anordnung zu bringen. Bald war die ganze Strecke des schmalen Uferstreifens auf einer Länge von 6 km mit Waren überhäuft. Das heißt, von Jermakowo bis zur Mündung des Flusses Barabanicha in den Jenissei wurden die Waren an entsprechende Lagerstellen oder Lagerräume gebracht. Diese Arbeiten beschäftigten zunächst fast alle Bewohner des Dorfes.
Der Zustrom wuchs kontinuierlich. Im Sommer 1949 waren ca. 4000 und bis Ende Oktober ca. 5000 Menschen in Jermakowo angekommen. Es entstanden schnell ein Anlegesteg, eine Seilbahn zum Entladen der Güter, ein zentraler Umschlagplatz für ankommende Waren, zentrale Reparatur-Werkstätten, ein Sägewerk, ein Kohlekraftwerk, Bürogebäude, eine Dorfverwaltung, ein Gefängnis, ein Theater „Das Haus der Kultur“, eine meteorologische Permafrost-Station, ein Krankenhaus, mehrere Schulen, Kindergärten, ein Waisenhaus, ein Restaurant, ein Hotel, sechs Geschäfte, wie z. B. Bäckereien und zahlreiche Häuser des Typs BZD (Bauten für zivile Dauernutzung). Sogar ein Flughafen wurde auf der östlichen Seite des Jenissei angelegt. Hier konnten in den acht langen Wintermonaten Flugzeuge auf dem hart gefrorenen Tundraboden landen. Die Überquerung des Jenissei war kein Problem, da dieser ja zeitgleich auch zugefroren ist.
Es wurde sogar schon ein Hochspannungskabel auf die östliche Uferseite verlegt, da für 1953 geplant war, mit dem Bau der Küsteninfrastruktur auf dieser Seite zu beginnen; schließlich musste der Bahnanschluss bis Igarka ja noch gebaut werden.
Die Verbindung über den Jenissei sollte zunächst mit Fährschiffen erfolgen. Die drei Fähren wurden in Finnland bestellt, die notwendigen Anlegestellen (5 km voneinander entfernt) wurden aber nicht mehr gebaut.

## Jermakowo wird die logistische Zentrale des östlichen Bauabschnitts der Stalinbahn
Alle diese Infrastrukturmaßnahmen wurden nochmal beschleunigt, als die Verantwortlichen mit Wirkung zum 1. Januar 1950 entschieden, die Verwaltungszentrale des östlichen Bahnabschnitts (eben die der „503“) von Igarka nach Jermakowo zu verlegen. Jetzt siedelte sich auch die Bauleitung hier an, was die Anzahl der „Freien“ (auch Zivilisten genannt) noch steigen ließ. Dies führte dazu, dass noch mehr Waren angeliefert wurden. Selbst Luxusartikel, wenn auch nur im geringen Umfang, gehörten dazu, aber vor allem: ausreichend Nahrung. Die meisten Berichte von Gefangenen bestätigen, dass es in Jermakowo prinzipiell genug zu essen gab und das Leben nicht so hart wie auf der Bahntrasse war.
Während der Bauarbeiten an der „503“, wuchs die Bevölkerung von Jermakowo bis auf 15.000 Menschen. Einige Quellen berichten, dass hier im Jahr 1953 sogar rund 20.000 „Freie“ und 10.000 „Verurteilte“ lebten. Die Zivilisten und die Gefangenen lebten aber nicht zusammen. Letztgenannte wurden in drei großen, unmittelbar angrenzenden Lagerbereichen untergebracht.
Von den „Freien“ gab es zwei Kategorien. Die eine bestand aus Menschen, die oft – wegen des Geldes – freiwillig hierher kamen; die andere Kategorie waren ehemalige Gefangene. Die Rechte der Gruppen unterschieden sich erheblich. Die ehemaligen Gefangenen bekamen keine verantwortungsvollen Führungspositionen und es war ihnen oft nicht erlaubt, außerhalb einer 40-km-Zone um Jermakowo zu reisen.
Nach Einstellung der Arbeiten an der Trasse, kurz nach Stalins Tod, verließen viele Gefangene im Zuge einer Amnestie im September 1953, kurz vor dem Zufrieren des Jenissei, die Siedlung. Viele Menschen blieben aber auch, weil sie nicht amnestiert wurden (dies galt vor allem für die politischen Gefangenen) oder nicht wussten, wo sie hingehen sollten. „Freie“, die hier im Norden weiter gutes Geld verdienen konnten, blieben, bis es keine Arbeit mehr gab.

## Die Zeit nach Abbruch der Bauarbeiten an der Stalinbahn
Für die Zeit von 1953 bis 1971 liegen keine gesicherten Informationen über die exakte Anzahl der in Jermakowo lebenden Menschen vor. Zusätzlich kamen ab 1956 noch Leute von geologischen und geophysikalischen Instituten hinzu, denn von Ende 1959 bis Mitte der 1960er Jahre bohrte man in der Gegend nach Öl – jedoch ohne großen Erfolg. Somit ging auch dieser Boom zu Ende. Im Jahr 1964 erfolgte nochmal ein großer Exodus. In diesem Jahr wurden dann auch die Schienen von Jermakowo bis Janow Stan demontiert. Nur streunende Hunde und Katzen sollen zurückgeblieben sein. Doch nach 1964 fanden sich wieder Leute, die in das völlig verlassene Dorf ziehen wollten. Es ist kaum vorstellbar, aber es siedelten sich mehr als hundert Menschen – meist Rückkehrer – an. Aus dem Jahr 1972 wird gemeldet, dass nur noch wenige Menschen hier lebten.

## Nukleare Versuche
Wie an vielen entlegenen, aber grundsätzlich gut erreichbaren Stellen in der Sowjetunion üblich, so wurde auch in Jermakowo eine unterirdische nukleare Explosion durchgeführt. Die Vorbereitungen hierzu (insbesondere die Bohrung) erfolgte im Jahr 1977. Die Explosion selbst (Kraton 2 genannt) mit einer Sprengkraft von 20 Kilotonnen, erfolgte am 21. September 1978 um 15:00 Uhr in 880 Meter Tiefe. Zuvor wurden alle Einwohner von Jermakowo evakuiert. Wahrscheinlich fällt das Ende der Informationsübertragung über die Telegrafenverbindung (auch 1978 eingestellt) mit diesem Ereignis zusammen. Die Gegend war danach strahlenbelastet (erst 1992 waren die Strahlenwerte unter die zulässigen Höchstwerte gesunken), womit die Wartung der Telegrafenstrecke nicht ungefährlich war. Trotzdem kehrten einige Menschen – die Warnung vor der Strahlung ignorierend – wieder nach Jermakowo zurück. Sie blieben aber nicht lange. Im Jahr 1981 berichtete eine Expedition, dass in Jermakowo nur noch ein Mann lebt und im Jahr 1982 war keiner mehr zu finden. Im Jahr 1985 wurde nur noch von einem „bedingt ständigen Wohnsitz“ berichtet.

## Entfernen des Metallschrotts
Anfang der 1990er Jahre kam es zu „Schrott-Wallfahrten“ nach Jermakowo. Alles was zu gebrauchen war, wurde mitgenommen. Daher erklärte die Verwaltung im Jahre 1992 (mit Bestätigung im Jahre 1996) das gesamte Gebiet um Jermakowo als „Denkmal für Geschichte und kulturelles Erbe“. Seit 1994 versucht das Permafrostmuseum in Igarka, einen „Museumsstatus“ für Jermakowo zu erreichen, bislang (Stand 2012) jedoch ohne Erfolg.
Bis 1995 oder 1996 wurden in Jermakowo Kraftstoffe und Sprengstoffe (TNT-Blöcke, Sprengkapseln, Sprengschnüre) gelagert. Fahrlässigkeit führte 1995 oder 1996 zum Abbrennen von Häusern. Von einem zuvor erhaltenen zweistöckigen Haus blieben keine Überreste erhalten.
Höhepunkt der Suche nach Verwertbarem war der Abtransport von zwei Dampflokomotiven der Baureihe Ов im Jahr 2005 nach Swetlogorsk. Erst war von Diebstahl die Rede; angeblich sollen die Lokomotiven aber dort restauriert und ausgestellt werden.

## Jermakowo heute
Heute hat die Taiga die Überreste von Jermakowo weitgehend verschlungen. Alexander Gorodnizki beschreibt dies in seinem Gedicht „Ермаково“. Die Ruinen der Häuser sind meist baufällig und rundherum mit Bäumen und Sträuchern zugewachsen. Die ehemaligen Straßen sind kaum noch als solche zu erkennen.
Nur in der Nähe des Jenisseiufers lebt im Sommer der Fischer Alexander Kasanzew mit seinen Helfern. Obwohl er nur seinem Beruf nachgeht, wirkt er wie der letzte Hüter der Ruinen von Jermakowo.